# Peanuts
Це стаття про комікс. Про однойменний музичний дует див. The Peanuts.
Peanuts (англ. Дрібнота пузата) — щоденний американський комікс, створений Чарльзом М. Шульцом та виходив із 2 жовтня 1950 року по 13 лютого 2000 року. За коміксом був зроблений однойменний мультсеріал, який почав виходити 1965 року. Peanuts, що нараховує 17 897 випусків, вважається одним із найпопулярніших коміксів, що зробили великий вплив на всю індустрію.
На піку своєї популярності комікс публікувався в більш ніж 2600 газет, був перекладений на 21 мову і його читали 365 мільйонів осіб у 75 країнах світу. Враховуючи всю побічну продукцію, випущену за мотивами коміксу, Шульц заробив більше 1 мільярда доларів. Останнім часом в багатьох газетах продовжують передруковувати старі випуски коміксу.
Peanuts досягли великого успіху своїми спеціальними випусками на телебаченні, деякі з яких, включаючи Різдво Чарлі Брауна і Це Великий Гарбуз, Чарлі Браун, виграли премію Еммі або були на неї номіновані.

## Історія
Прототипи персонажів Peanuts з'явилися у щотижневому коміксі Li'l Folks, який виходив в газеті St. Paul Pioneer Press з 1947 по 1950 рік. Ця газета друкувалась у рідному місті Шульца. У цьому коміксі Шульц вперше використав ім'я Чарлі Браун, а також в ньому присутня собака, схожа на ранню версію Снупі.
2 жовтня 1950 року Peanuts вперше з'явилися у восьми газетах: The Washington Post, The Chicago Tribune, The Minneapolis Tribune, The Allentown Call-Chronicle, The Bethlehem Globe-Times, The Denver Post, The Seattle Times і The Boston Globe. Починаючи з цього дня комікс став виходити в газетах щодня. У самому першому випуску, що складається з чотирьох панелей, Чарлі Браун проходить повз двох інших персонажів — Шерм і Петті. Снупі вперше з'явився в третьому випуску, який вийшов 4 жовтня.
Вихід коміксу тривав до самої смерті автора, який помер 12 лютого 2000 року. Наступного дня в газетах з'явився останній випуск коміксу, в якому було надруковано звернення Шульца до своїх читачів.